# United Bible Societies
United Bible Societies (UBS), Förenade bibelsällskapen, är en internationell organisation som samordnar de nationella bibelsällskapens gemensamma arbete.
United Bible Societies har sina rötter tillbaka till 1804 då British and Foreign Bible Society (Det Brittiska och Utländska Bibelsällskapet) bildades i London. Det senare sällskapet kan ses som det första moderna bibelsällskapet. Mer begränsade så kallade traktatsällskap hade funnits tidigare. Efter det brittiska sällskapet följde bland annat de amerikanska och nederländska sällskapen 1814 och Svenska Bibelsällskapet 1815. 
För både den internationella organisationen och de nationella bibelsällskapen gäller att de arbetar ekumeniskt. De har alltså inte någon koppling till något speciellt kristet trossamfund utan betjänar alla kyrkor. En viktig del av det gemensamma internationella arbetet är översättning av Bibeln till dem som inte har någon bibelöversättning på sitt eget språk. Bibelsällskapen i olika länder arbetar bl.a. med spridning av bibeltexter, program för dem som inte är läskunniga och ljudinspelningar för synskadade. Bibelsällskapen gör också särskilda insatser för särskilt utsatta grupper, exempelvis kvinnor som utsatts för våld och trakasserier, föräldralösa barn och intagna i kriminalvården. Bibelbaserat material tas fram för arbetet mot AIDS och stöd till dem som drabbats av sjukdomen.  
UBS har ca 145 medlemmar i ca 200 länder. Organisationen är indelad i fyra regioner. Svenska Bibelsällskapet tillhör den region som innefattar Europa och Mellanöstern. Huvudkontoret finns i Reading i England. Generalsekreterare för UBS är 2011 Michael Perreau.